# ميخائيل غراهام
ميخائيل غراهام (14 يوليو 1963 بواشنطن العاصمة في الولايات المتحدة - ) (بالإنجليزية: Michael Graham)‏ هو لاعب كرة سلة أمريكي في مركز هجوم قوي الجسم. لعب مع Columbus Horizon ‏ وألبني باترونز.

## وصلات خارجية
- ميخائيل غراهام على موقع كلية كرة السلة في سبورتس رفرنس.كوم (الإنجليزية)